# Nakhon Phanom (provincie)
Nakhon Phanom is een provincie in het noordoosten van Thailand in het gebied dat ook wel Isaan wordt genoemd. In december 2002 had de provincie 721.540 inwoners, het is daarmee de 34e provincie qua bevolking in Thailand. Met een oppervlakte van 5512,7 km² is het de 39e provincie qua omvang in Thailand. De provincie ligt op ongeveer 740 kilometer van Bangkok. Nakhon Phanom grenst aan Laos, Mukdahan, Sakon Nakhon en Nong Khai. Nakhon Phanom ligt niet aan zee.

## Provinciale symbolen
|  | Het provinciale zegel van Nakhon Phanom. |

## Klimaat
De gemiddelde jaartemperatuur is 30 graden. De temperatuur schommelt tussen 10 graden en 41 graden. Gemiddeld valt er 2306 mm regen per jaar.

## Politiek

### Bestuurlijke indeling
De provincie is onderverdeeld in 11 districten (Amphoe) en 1 subdistrict (King Amphoe).
| Amphoe 1. Mueang Nakhon Phanom 2. Pla Pak 3. Tha Uthen 4. Ban Phaeng 5. That Phanom 6. Renu Nakhon 7. Na Kae 8. Si Songkhram 9. Na Wa 10. Phon Sawan 11. Na Thom | King Amphoe 12. Wang Yang |  |